# Donkey Kong 3
Donkey Kong 3  (Japans: ドンキーコング3; Donkī Kongu Surī) is een computerspel dat werd ontwikkeld en uitgegeven door Nintendo. Het spel kwam in 1983 uit als arcadespel. Later kwam het spel ook beschikbaar voor de Nintendo Entertainment System. Het spel kwam opnieuw uit op de Amerikaanse (2008) en Europese (2009) markt voor de Wii Virtual Console.

## Verhaal
Donkey Kong verschuilt zich in de serre van Stanley, een verdelger. Donkey Kong kweekt in de serre insecten die Stanley tracht te doden door pesticide over hen te sproeien.

## Spelverloop
Het spel bestaat uit drie levels die elkaar afwisselen. In elk level dient de speler ervoor te zorgen dat de insecten de planten niet opeten of Stanley niet raken. De insecten bestaan uit bromvliegen, bijenwerksters, bijenkoninginen, larven, vlinders, kevers, motten ...
Donkey Kong hangt aan twee wijngaardstokken. Telkens als Stanley pesticide over hem sproeit, kruipt Donkey Kong naar boven. Een level is beëindigd als Donkey Kong niet meer in het zichtbare scherm is. Ook wanneer Stanley de insecten heeft gedood, zal Donkey Kong het scherm verlaten en is het level uitgespeeld. 
Donkey Kong heeft in zijn linkerhand een "super pesticide". Als Stanley deze in bezit kan krijgen, kan Donkey Kong sneller worden verdreven. De super pesticide kan in een level slechts beperkt gebruikt worden. Eenmaal op zal Stanley terug overschakelen op de gewone pesticide.

## Platforms
Hudson Soft portte het spel naar de NEC PC-8801 en FM-7 in 1994, twee spelcomputers exclusief voor de Japanse markt.
| Jaar | Platform                     |
| ---- | ---------------------------- |
| 1983 | Arcade                       |
| 1984 | NES                          |
| 2003 | Game Boy Advance             |
| 2008 | Virtual Console (Wii)        |
| 2013 | Virtual Console (3DS, Wii U) |

## Ontvangst
Donkey Kong 3 was niet zo succesvol als zijn voorgangers. Een officieuze reden zou zijn dat dit spel eerder een shooter is daar waar de twee vorige platformspellen waren. Ook kwam het spel uit tijdens de Noord-Amerikaanse videospelrecessie.
| Beoordeeld door                     | Platform            | Datum            | Score |
| ----------------------------------- | ------------------- | ---------------- | ----- |
| Tilt                                | NES                 | december 1987    | 75%   |
| Digital Press - Classic Video Games | NES                 | 10 december 2003 | 70%   |
| Nintendo Land                       | NES                 | 2003             | 67%   |
| Eurogamer.net (GB)                  | Wii Virtual Console | 18 januari 2009  | 60%   |
| NES Player                          | NES                 | 2001             | 50%   |
| Power Play                          | NES                 | september 1988   | 41%   |
| NES Center                          | NES                 | 2001             | 40%   |
| Nintendo Life                       | Wii Virtual Console | 15 juli 2008     | 40%   |
| 1UP!                                | NES                 | 29 januari 2010  | 32%   |
| The Video Game Critic               | NES                 | 26 juli 2004     | 16%   |